# 洛杉磯市中心
洛杉矶市中心（Downtown Los Angeles，简称为DTLA）是加利福尼亚州洛杉矶市中心，為中央商业区与多样化的居民区，约50,000人居住。2013年的研究发现，该區域提供超過50萬人就業。
洛杉矶市中心成立于1781年，市区是由不同的领域构成，包含时尚区，金融区与住宅区，有地铁，轻轨，通勤铁路和许多条巴士线路。市中心拥有著名的政府大楼，公园，影剧院，博物馆等公共场所。

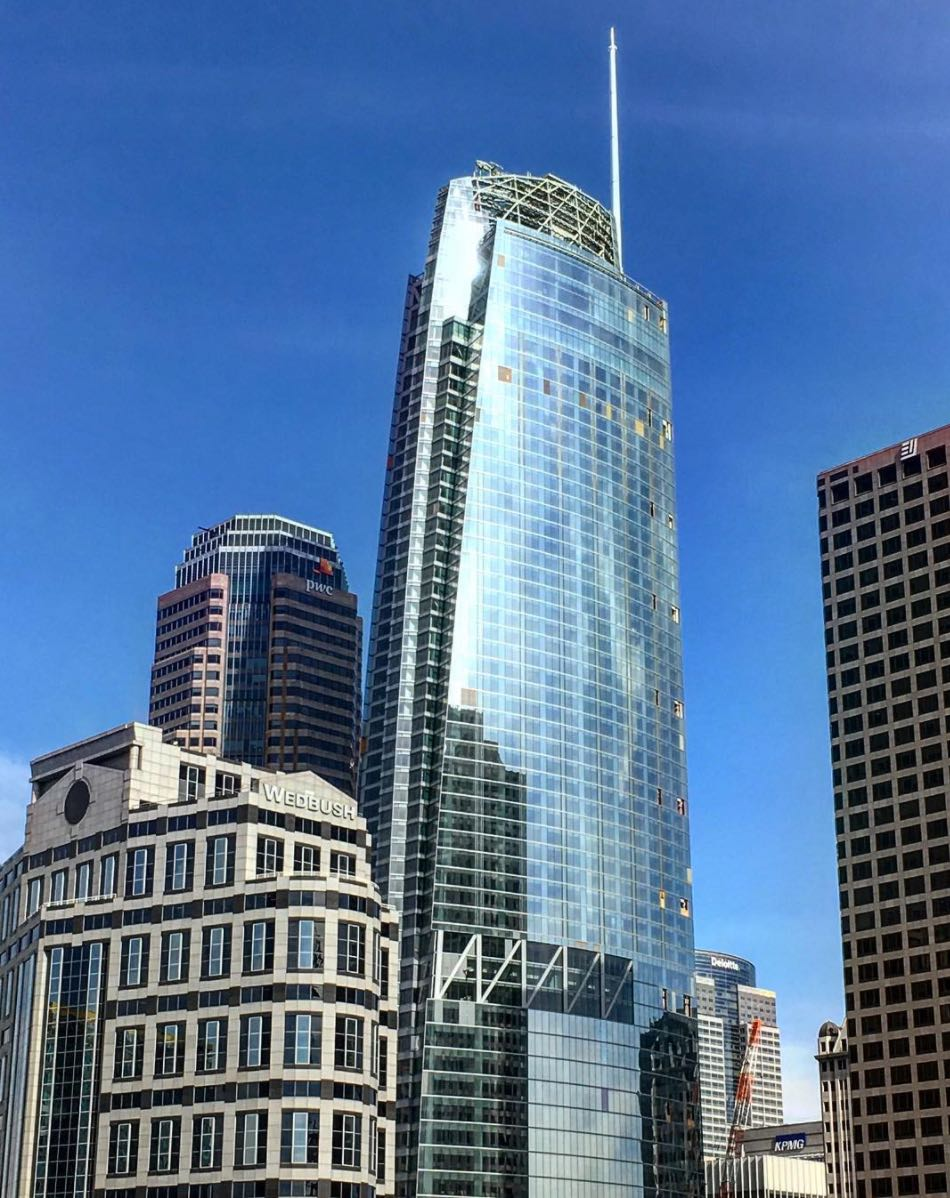
洛杉矶的威尔希尔大厦

## 重要地点
大中央市场（Grand Central Market）：始建于1917年，集中了各类美食，包括手工制作的新鲜食品与传统美食。
天使铁路（Angels Flight Railway）：始建于1901年，是一条全程99米的缆索铁路，与大中央市场相邻。
格莱美博物馆（The Grammy Museum）：展示有关格莱美奖历史和得奖者资料，保存有一些音乐史上的著名物件如猫王的乐谱、迈克尔杰克逊的手套。
洛杉矶当代艺术博物馆（The Museum of Contemporary Art, Los Angeles）：成立于1979年，主要收藏1940年后美洲和欧洲当代艺术作品。
布洛德博物館（The Broad):擁有独特蜂巢造型外觀的現代美術館，展出近2,000件 Broad 先生的艺术收藏。位于洛杉矶当代艺术博物馆斜对面。
华特·迪士尼音乐厅（Walt Disney Concert Hall）： 由普利策克建筑奖得主法兰克·盖瑞设计，有著相當引人注目的鋼板結構和純淨的音響效果。
洛杉磯市政廳（Los Angeles City Hall）：免费参观，顶部的观景台可饱览洛杉矶市中心的天际线。

## 公共交通
洛杉矶市中心经常堵车，停车也是问题，适合步行，自行车与公交出行，不适合开车。洛杉矶市中心公共交通四通八达，重要地点均可通过地铁和轻轨到达。洛杉矶地铁B线（原称红线）及洛杉矶地铁D线（原称紫线）以洛杉矶联合车站为起点，在市中心共线运营，两线共同拥有Civic Center / Grand Park ，Pershing Square，7th St/ Metro Center这几站。从洛杉矶市中心出发，搭乘B线到好莱坞仅需15分钟，到环球影城也只要22分钟；而搭乘D线到韩国城仅需6分钟。
洛杉矶轻轨A线（原称Blue Line蓝线）及洛杉矶轻轨E线（原称Expo Line博览线）在市中心共线运营，两线共有Pico和7th St/ Metro Center两站，其中7th St/ Metro Center站可与洛杉矶地铁B线及D线换乘。从洛杉矶市中心出发，搭乘轻轨A线到长滩约50分钟；搭乘轻轨E线到南加大仅需10分钟，到圣莫尼卡约45分钟。
洛杉矶快速公交J线（原称银线）亦穿过市中心。J线开往El Monte方向（Northbound）的车行走于Grand Ave，往Harbor Transit Center和San Pedro的J线巴士行走于Olive Street并停靠沿路站点。
洛杉矶市中心也有众多巴士线路，以LA Metro运营的为主，分为橙色车身的Metro Local和红色车身的Metro Rapid，后者为大站快车，部分Metro Rapid Bus周末不运营。LA Metro运营的地铁，轻轨，Metro Local和Rapid Bus单程票价均为1.75$。市中心常见的还有LADOT运营的shuttle bus，单程票仅需50美分。洛杉矶地区不同公司运营的公交车及地铁都可以刷TAP卡支付车费，但不包括Metrolink运营的洛杉矶通勤铁路(南加州都会铁道)。
LADOT运营洛杉矶在热点地区循环穿梭的DASH巴士，其中洛杉矶市中心的线路多为免费搭乘。具体线路及票价信息可查询LADOT官网 （页面存档备份，存于）。
Foothill Transit运营的Silver Streak快速巴士行走El Monte Busway，连接洛杉矶市中心，El Monte, 西柯汶纳（West Covina）, 波莫纳（Pomona）和 Montclair。途经Montclair Transit Center，Plaza West Covina，南加大医疗中心（USC Medical Center），加州州立大学洛杉矶分校，联合车站（停靠Patsaouras Bus Plaza）, Walt Disney Concert Hall, 洛杉矶当代艺术博物馆, 斯台普斯中心等重要地点。在洛杉矶市中心，westbound的Silver Streak巴士行走于Grand Ave，eastbound的Silver Streak巴士行走于Olive Street并停靠沿路站点。Silver Streak单程车票为现金3美元，刷TAP卡则为2.75＄。Silver Streak 工作日高峰发车间隔为7-10分钟，平峰间隔15分钟。周末每半小时一班。Silver Streak的具体线路及班次信息请参阅Foothill Transit官网 （页面存档备份，存于）。
具体巴士或轨交线路及班次信息可用Transit App，谷歌地图，苹果IOS自带地图和LA Metro官网 （页面存档备份，存于）查询。

## 连接
- Central City Association of Los Angeles （页面存档备份，存于）
- Downtown Los Angeles community site （页面存档备份，存于）
- Blogdowntown community site （页面存档备份，存于）
- Downtown Los Angeles Art Walk, a California public benefit company （页面存档备份，存于）
- Downtown Los Angeles neighborhood guide
- Downtown Los Angeles crime map and statistics （页面存档备份，存于）